# 가디언 빌딩
가디언 빌딩(The Guardian Building)은 미국 미시간주의 다운타운 디트로이트 금융지구 내에 위치한 마천루이다. 가디언 빌딩은 미시간 주 웨인 카운티가 소유하고 있는 오피스 빌딩이다. 이 건축물은 1928년에 착공하여 1929에 준공되었으며, 원래 유니언 트러스트 빌딩(Union Trust Building) 라 불렸으며 아르데코 양식의 건축물이다. 이 건물은 1989년 6월 29일에 국립 역사 랜드마크에 지정되으며, 이 건물이 포함된 디트로이트 금융가는 미국 사적지(National Historic Landmark)로 등록이 되었다.

## 건축물

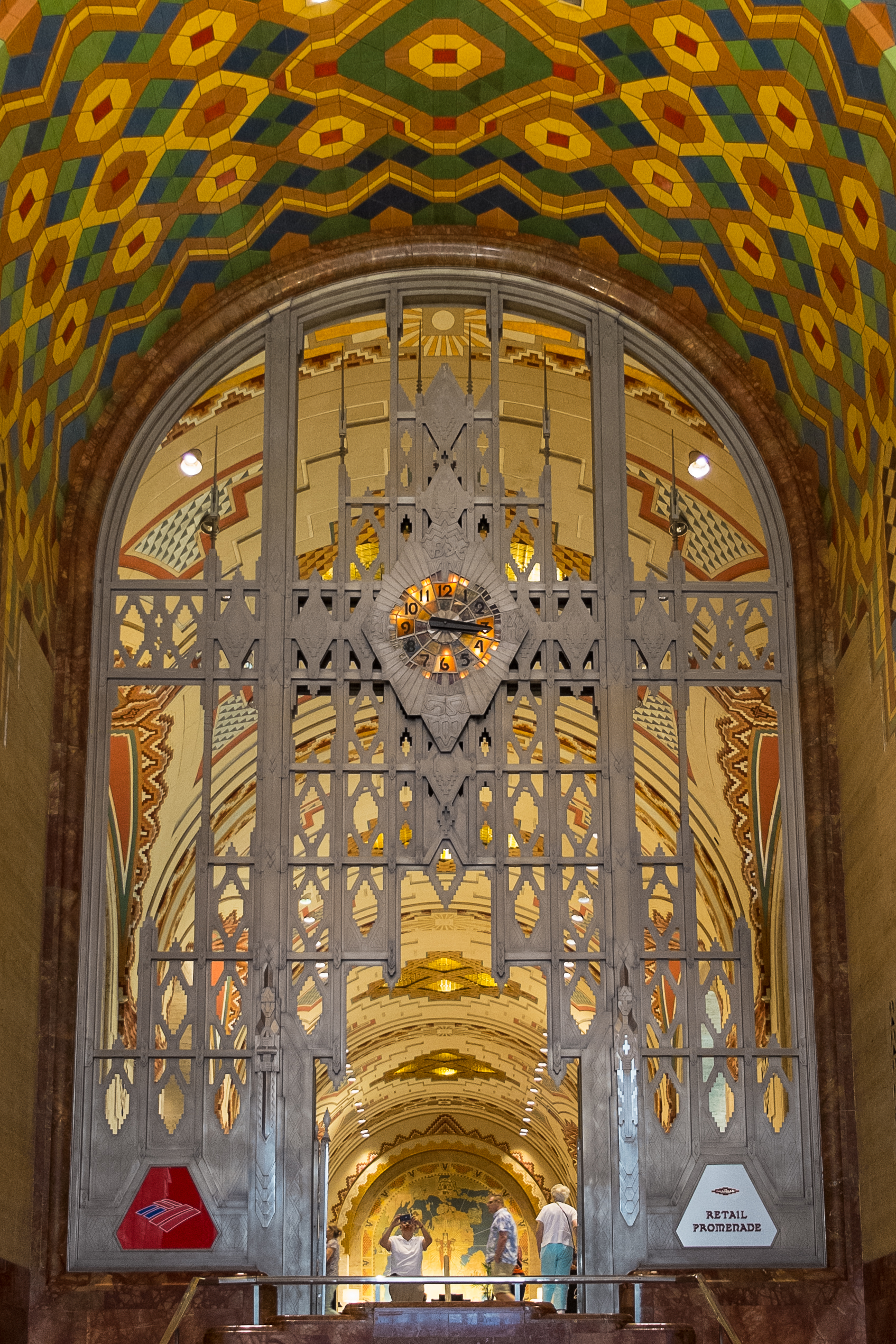

가디언 빌딩의 메인 프레임은 36층까지 솟아 있으며 두 개의 비대칭 첨탑과 네개의 층이 속한 하나의 확장된 공간으로 덮여있다. 건물 지붕의 높이는 496 ft(151 m), 꼭대기 층은 489 피트(149 m), 그리고 첨탑은 632 ft(192.6 m)에 달한다. 이 건축물의 별명인 금융의 대성당은 이 건물의 주 출입구와 반대쪽에 위치한 팔각형 모양의 후진(Apse) 생김새가 성당과 유사하다는 점, 그리고 뉴욕시의 울워스 빌딩이 일찍이 무역의 대성당 으로 불렸다는 점에서 기인하였다. 미국 원주민의 테마가 내부와 외부의 건물에서 흔하게 쓰인 이 건물은 건축회사 Smith, Hinchman & Grylls (현, 스미스그룹, SmithGroupJJR)의 건축가 워트 C 로우랜드(Wirt C. Rowland)가 설계하였다. 이 건물은그리스월드 스트리트에 측면에 위치한 콜라도 파두치(Corrado Parducci)가 만든 두개의 조각물과 함께화강암과 육층의 석조 기초에 서 있다. 건물의 외부는 타일, 석회암 및 테라코타와 함께 조적식으로 섞여있다. 건축가 로우랜드는 디테일에 세심하게 관심을 쏟았다고 한다. 그는 건물 외부에 원하는 색을 사용하기 위해 이 색을 가진 벽돌 외장재를 만드는 것을 감독하였다. 그 후, 유니언 트러스트 벽돌(Union Trust Brick)이라는 제조사에 의해서 1939년 이후, 가디언 벽돌(Guardian brick)이라는 이름으로 판매되었다 또, 그는 은행의 사무실의 가구를 디자인하였뿐아니라 식기, 리넨과 식당 종업원의 유니폼까지 주의를 기울였다.

## 역사
이 마천루는 상원 의원 제임스 맥밀런(James McMillan)과 덱스터 M. 페리(Dexter M. Ferry), 그리고 함께 투자를 한 러셀 A.앨저(Russel A. Alger), 프랭크 J. 해커(Frank J. Hecker) 대령 그리고 크리스찬 H.불(Christian H. Buhl)에 의해 설립된 유니언 트러스트 회사(Union Trust Company)에 의해 지어졌다. 2차 세계 대전 동안, 가디언 빌딩은 전시 생산을 위한 미군 지휘본부로 사용되었다. 이 건물은 디트로이트 다운타운에서 다양한 임차인들에게 사무실 건물을 임대되었다. 1982년에는 미시간주의 통합가스회사("MichCon")의 본사가 되었다. 1986년에 MichCond의 COO였던 스티븐 E. 에윙(Stephen E. Ewing)에 리더십하에  첫 번째 층의 로비와 아치형 천장이 복원되었다. 이것은 이후 MichCon이 나중에 MCN 에너지 그룹으로 불리고 2001년 MCN의 본사가 DTE 에너지에 합병되기까지 지속되었다. 이 건축물은 2002년 DTE에 의해 이 지역의 부동산 개발자인 스털링 그룹(Sterling Group)에게 매각되었다.
스털링 그룹은  14 백만달러를 이 건물에 투자하고 전에 오직 MichCon 직원들에게만 열린 공간이었던 로비를 대중에게 열었다.
2007년 7월 18일, 웨인 카운티 행정부, 로버트 피카노(Robert Ficano)는 웨인 카운티 빌딩에서 사무실을 재이전하기 위하여 가디언 빌딩 구매동의를 했다는 계약을 발표했다. 이 거래는 소문에 의하면 33.5 백만달러에 달하는 부동산 구매로 다운타운 디트로이트에서 큰 거래 중 하나라고 한다.

## 임차인
- 스미스 그룹 (SmithGroupJJR)[7]
- Wayne County

## 사진

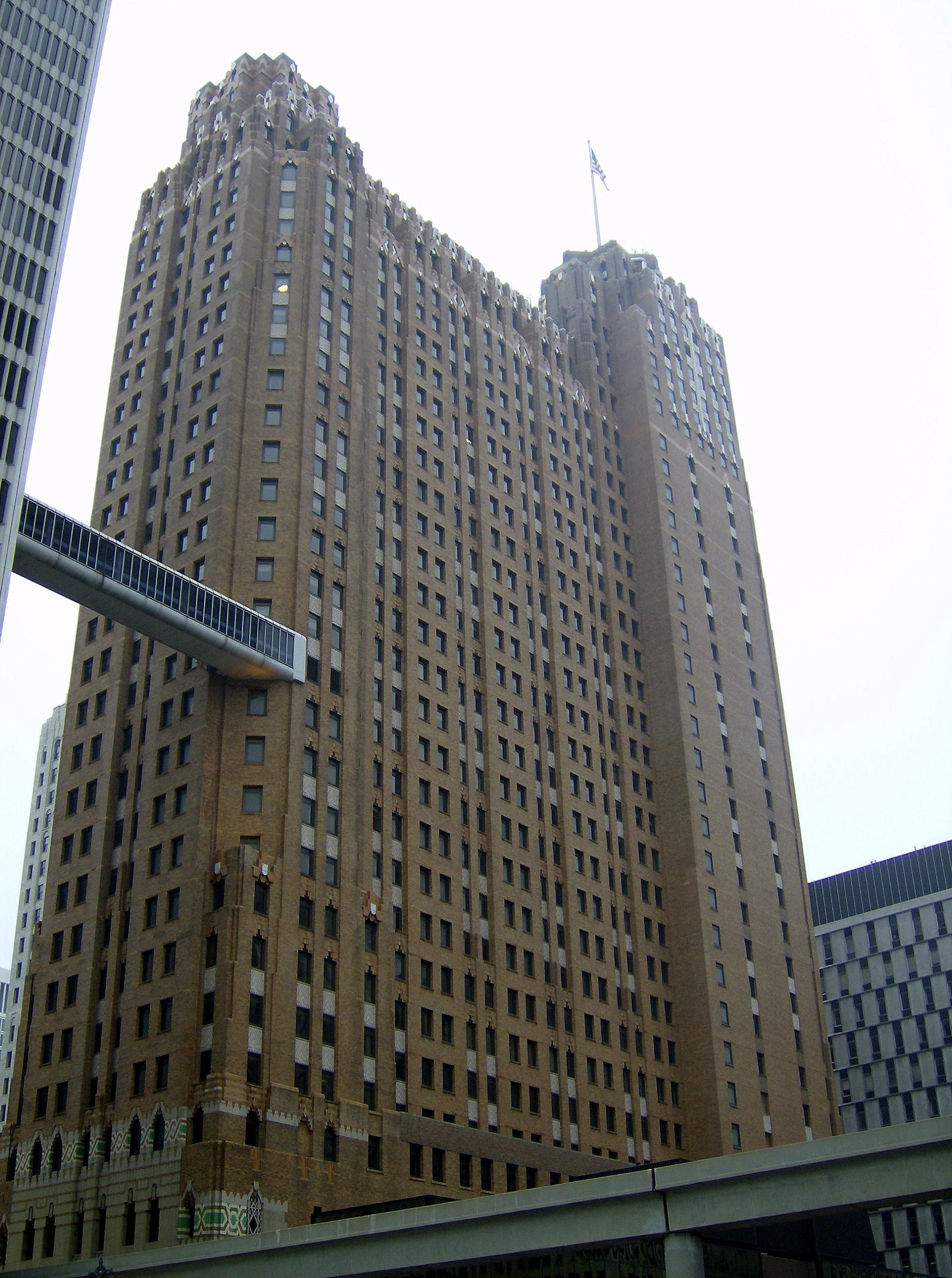
가디언 빌딩
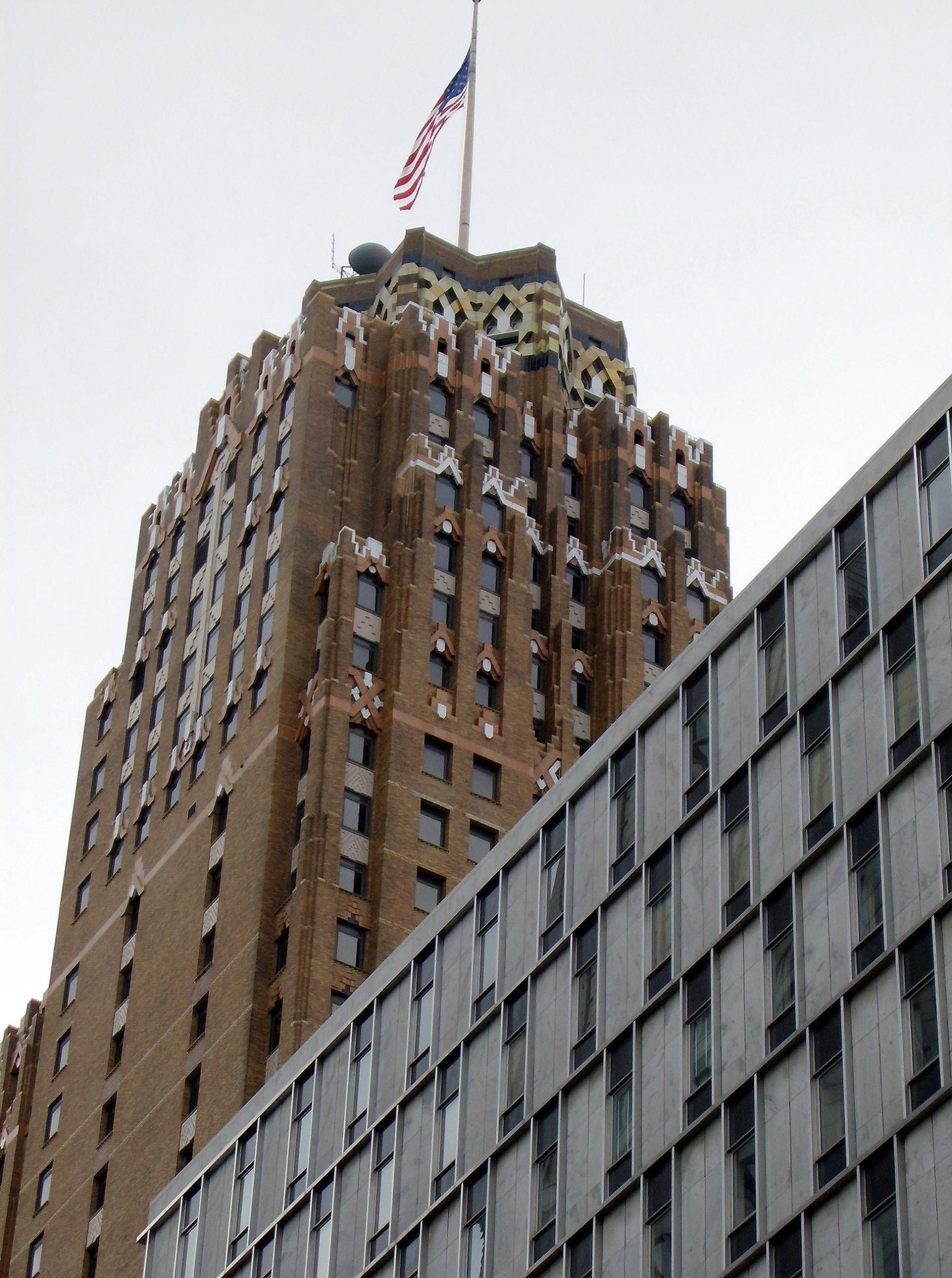
가디언 빌딩 상부
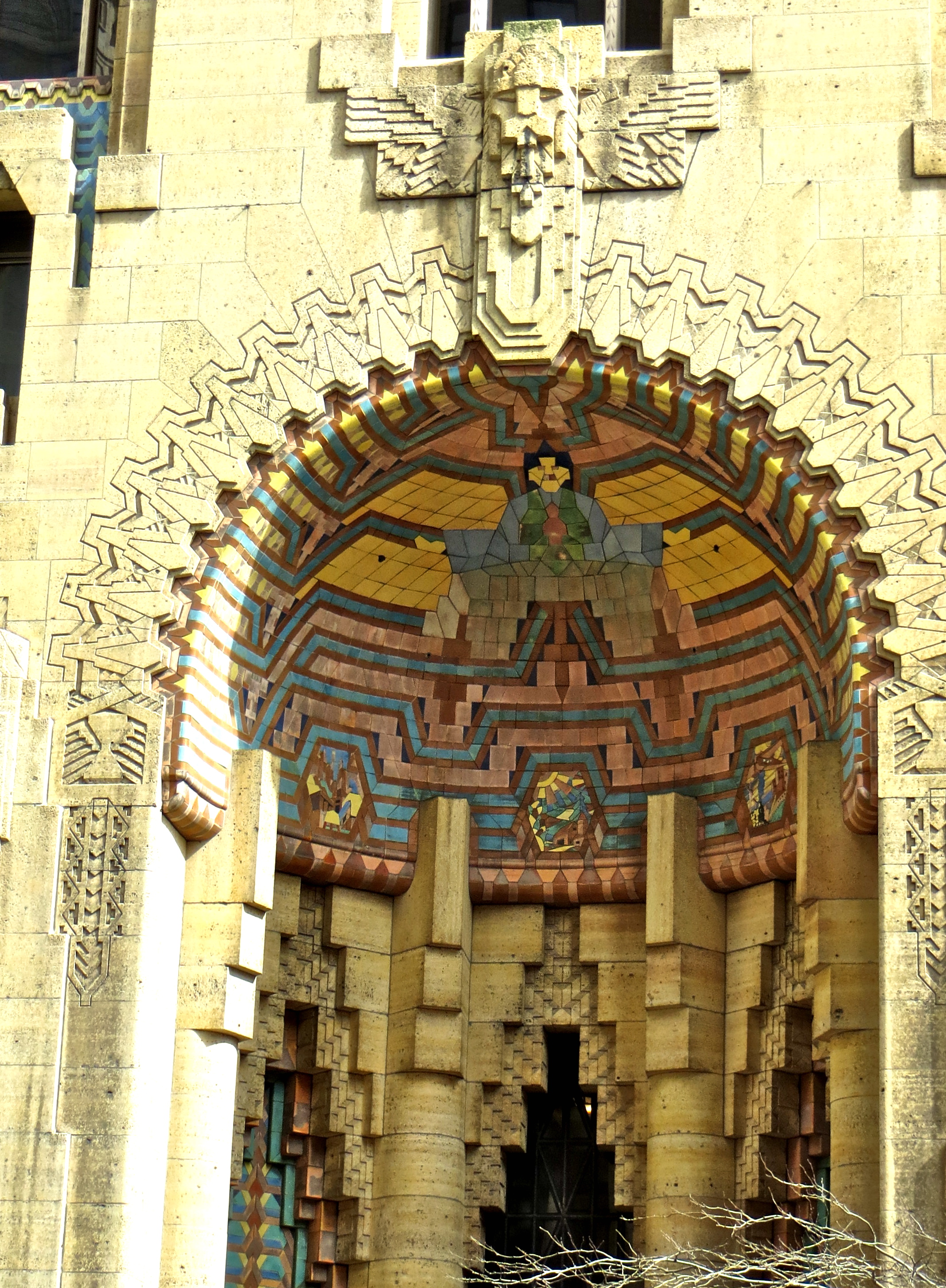
정문 위의 반돔
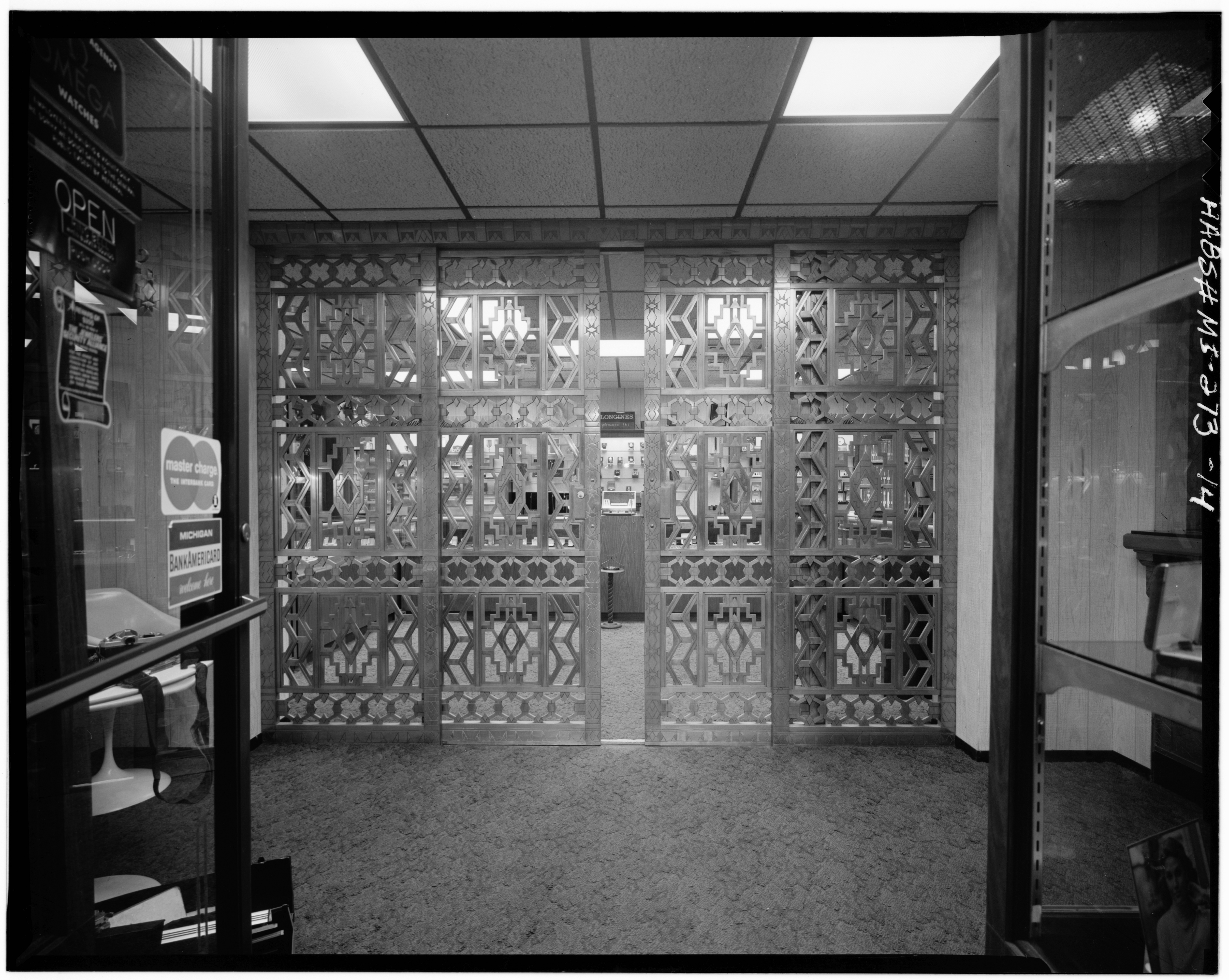
지하의 모넬 금속문
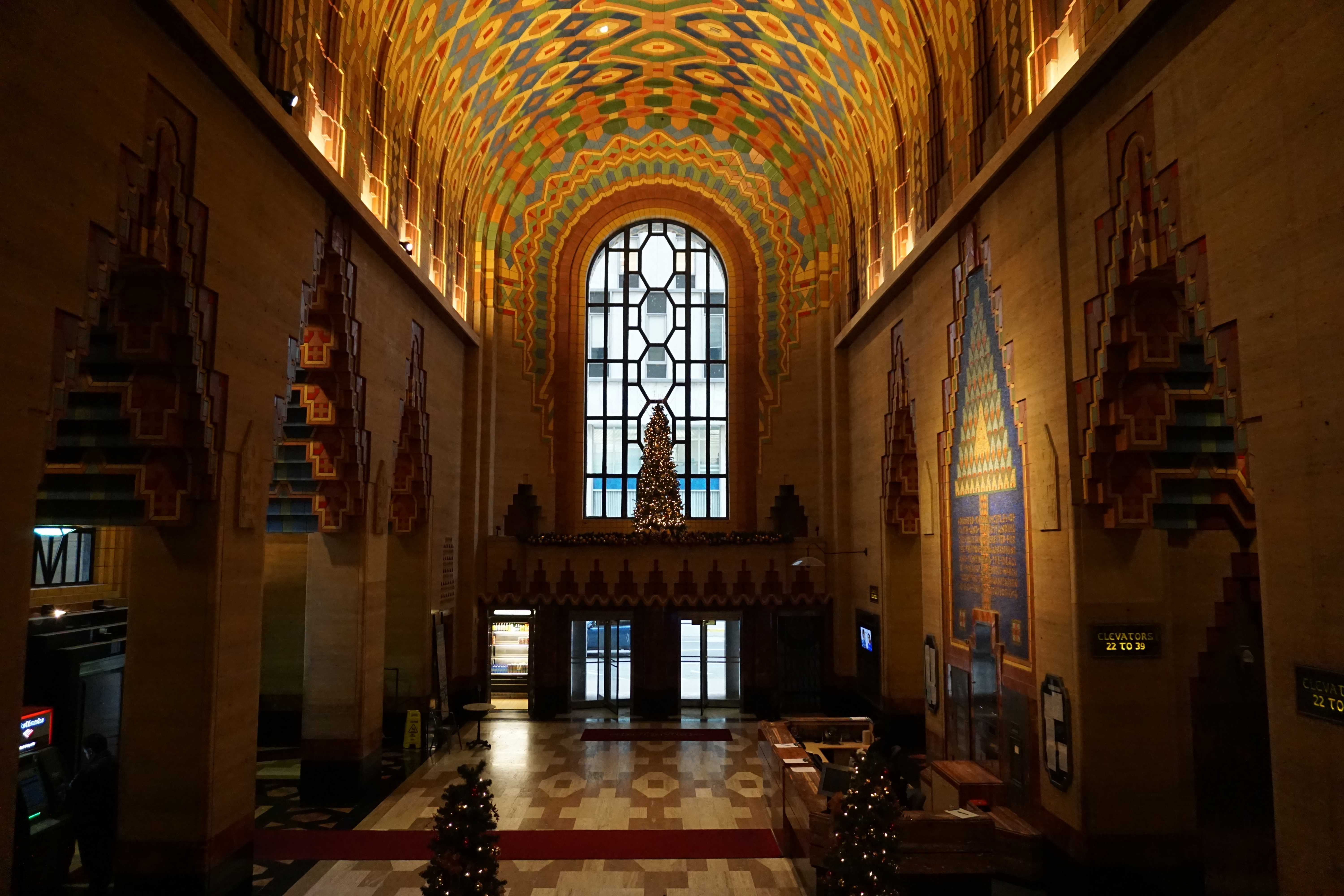
로비
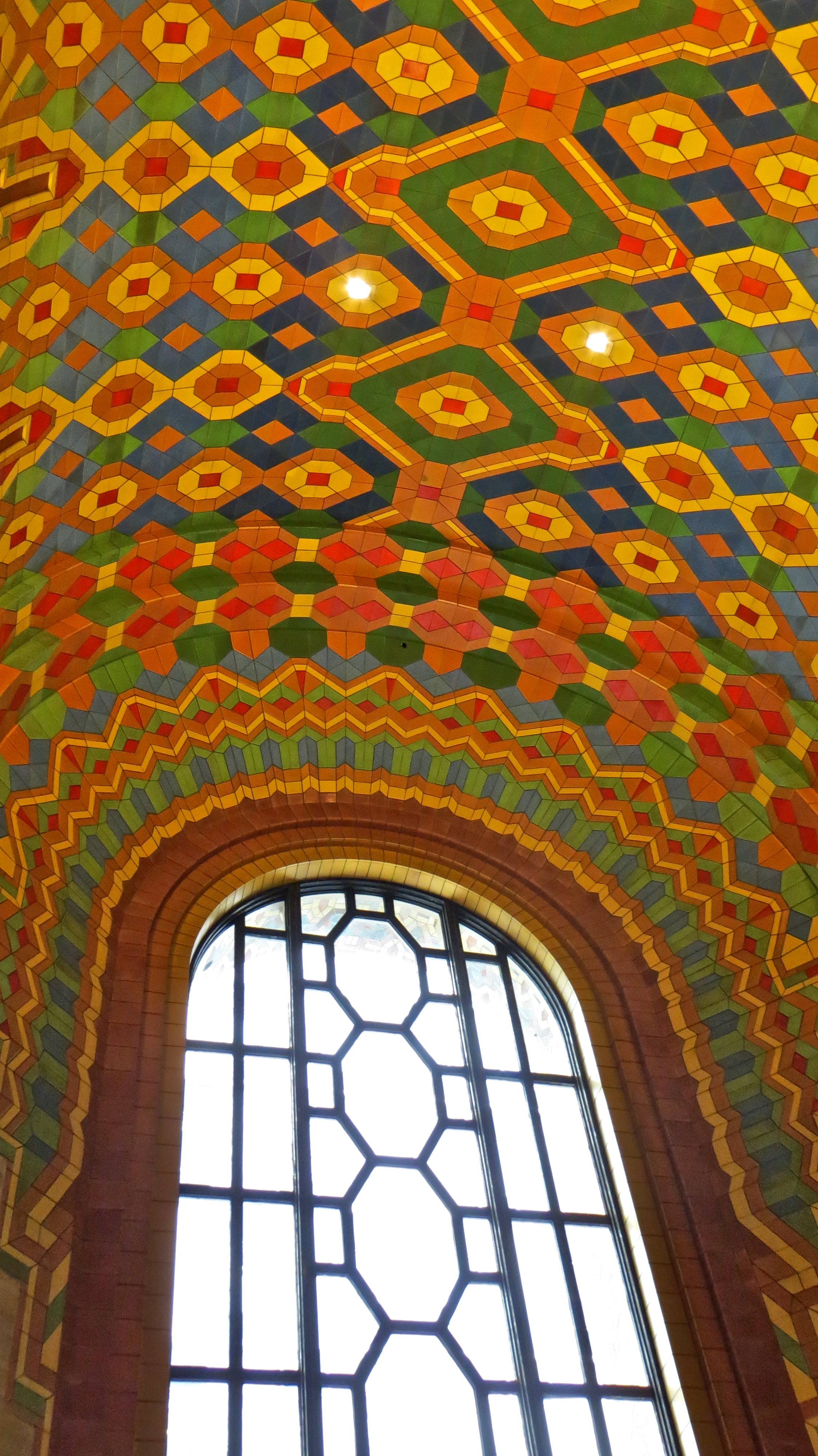
로비 천장
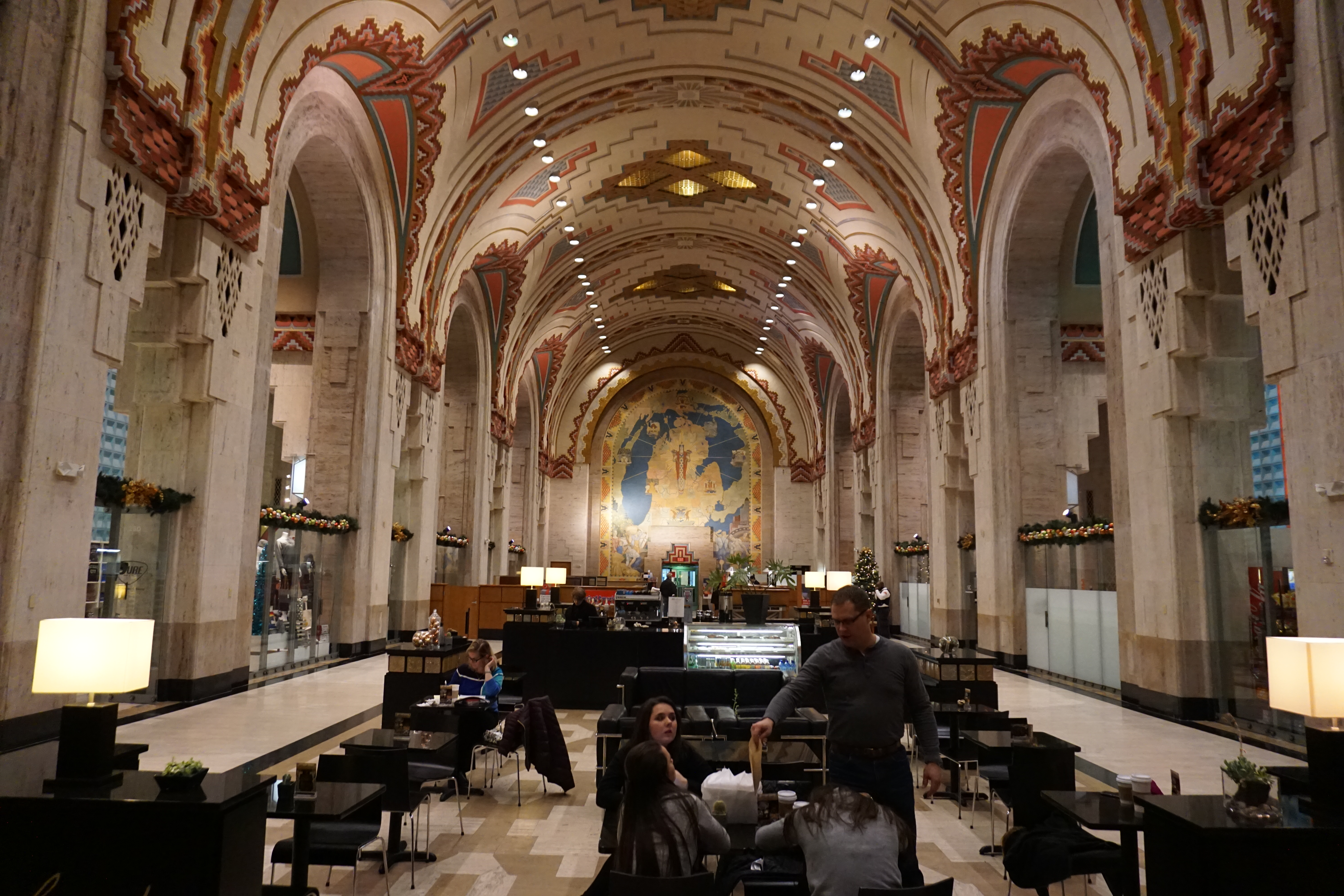
뱅킹 홀
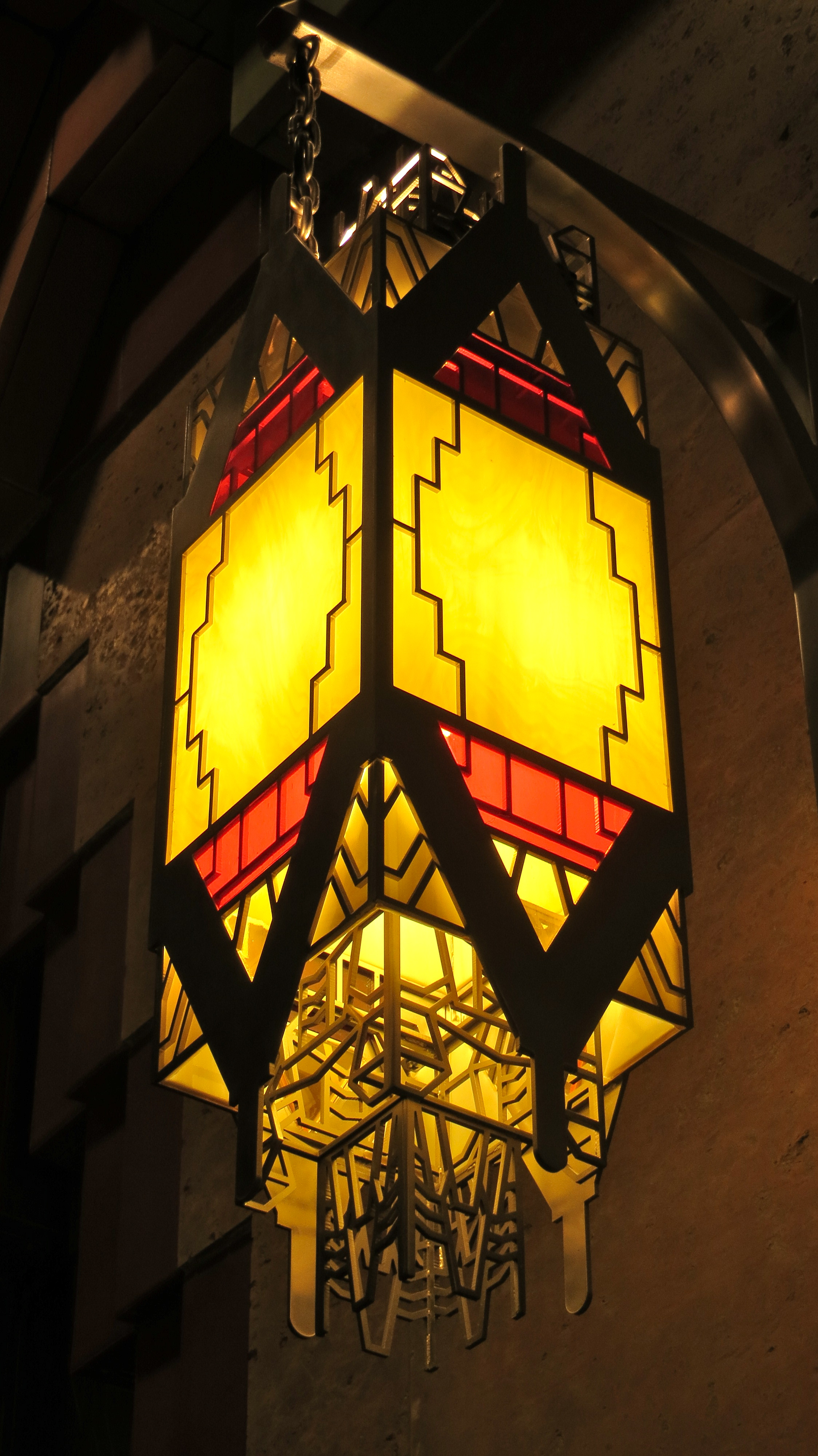
엘리베이터 로비 램프
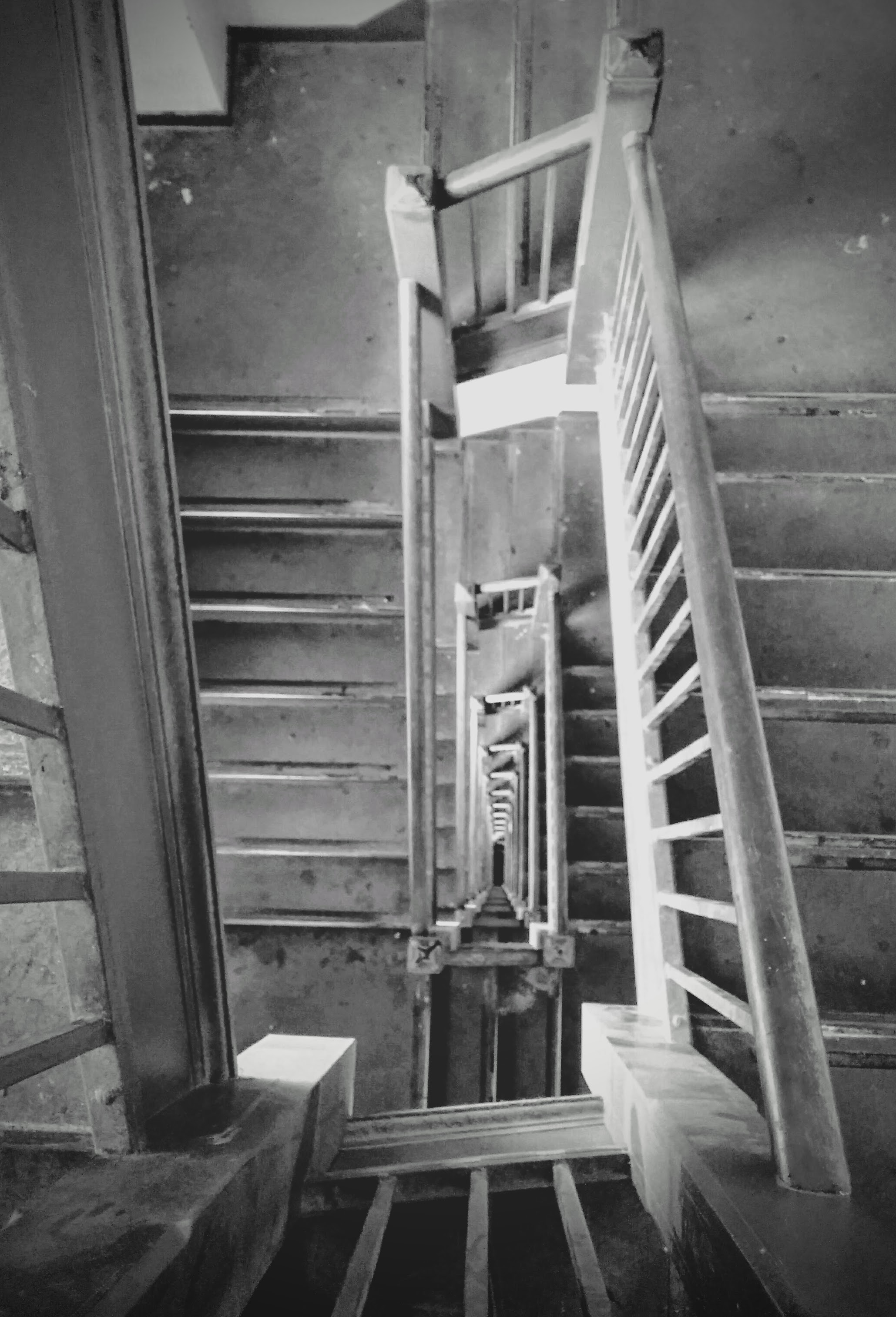
가디언빌딩 계단

## 추가 자료
- Ferry, W. Hawkins (1968). The Buildings of Detroit: A History. Wayne State University Press.
- Kvaran, Einar Einarsson, Shadowing Parducci, unpublished manuscript, Detroit.
- Meyer, Katherine Mattingly and Martin C.P. McElroy with Introduction by W. Hawkins Ferry, Hon A.I.A. (1980). 《Detroit Architecture A.I.A. Guide Revised Edition》. Wayne State University Press. ISBN 0-8143-1651-4.
- Savage, Rebecca Binno; Greg Kowalski (2004). 《Art Deco in Detroit (Images of America)》. Arcadia. ISBN 0-7385-3228-2.
- Sharoff, Robert (2005). 《American City: Detroit Architecture》. Wayne State University Press. ISBN 0-8143-3270-6.
- Smith, Michael G. (2017). 《Designing Detroit: Wirt Rowland and the Rise of Modern American Architecture》. Wayne State University Press. ISBN 978-0814339794.
- Sobocinski, Melanie Grunow (2005). 《Detroit and Rome: building on the past》. Regents of the University of Michigan. ISBN 0-933691-09-2.
- Tottis, James W. (2008). 《The Guardian Building: Cathedral of Finance》. Wayne State University Press. ISBN 978-0-8143-3385-3.
- Tutag, Nola Huse with Lucy Hamilton (1988). 《Discovering Stained Glass in Detroit》. Wayne State University Press. ISBN 0-8143-1875-4.
- Lacy, Robert, Ford, The Men and the Machine, Little Brown & Co., 1986, pgs. 328-334